# Pokrovșciîna, Hrebinka
Pokrovșciîna (în ucraineană Покровщина) este un sat în comuna Ovsiukî din raionul Hrebinka, regiunea Poltava, Ucraina.

## Demografie
Componența lingvistică a localității Pokrovșciîna
     Ucraineană (95,26%)
     Rusă (4,74%)
Conform recensământului din 2001, majoritatea populației localității Pokrovșciîna era vorbitoare de ucraineană (95,26%), existând în minoritate și vorbitori de rusă (4,74%).